# Brachypsyche sibirica
Brachypsyche sibirica là một loài Trichoptera trong họ Limnephilidae. Chúng phân bố ở miền Cổ bắc.